# English & Pockett
English & Pockett är ett engelskt företag som specialiserat sig på att skapa animerad grafisk identitet, logotyper med mera för användning i bland annat televisionssändningar.
Bland den TV-grafik som företaget utvecklat finns SVT:s nya logotyp och grafik (SVT1, SVT2 och nyhetsprogrammen bland annat) 2001, grafik och logotyp för UEFA Champions League, brittiska TV-nätverket ITV:s gemensamma logotyp och vinjetter från 1998, logotyp för Europamästerskapet i fotboll 2008, logotyp och grafik för Televiziunea Română (rumänsk statlig TV), grafik och logotyp för DW-TV (tysk kanal), grafik för Disney Cinemagic, logotyp och grafik för danska TV3+, vinjetter för TV Danmark 1 med mera.